# Deactivators
Deactivators est un jeu vidéo de réflexion. Il a été conçu par David Bishop et Chris Palmer, développé par Tigress Marketing et System Software et publié par Ariolasoft. Il est sorti sur Amstrad CPC 464, Commodore 64 et ZX Spectrum en octobre 1986. Le joueur contrôle des robots démineurs connus sous le nom de deactivators et doit les utiliser pour désactiver des bombes posées par des terroristes dans cinq complexes de recherche. Le concept du jeu est le fruit d'une séance de remue-méninges entre Bishop et Palmer, dont la conception et le développement ont duré cinq à six mois. 
Deactivators a reçu des critiques positives pour son originalité et ses graphismes et  a ensuite été classé parmi les meilleurs jeux sur ZX Spectrum par Your Sinclair. Malgré l'accueil positif, le jeu n'a pas eu de succès commercial et Tigress Marketing ferme peu après sa sortie. 

## Système de jeu
Deactivators est un jeu vidéo de réflexion. Le joueur est à la tête d'une équipe de robots de déminage, connus sous le nom de deactivators, pour désactiver les bombes placées par des terroristes dans cinq immeubles de l'Institut de Recherche sur la Gravitation. Une limite de temps est fixée en fonction des mèches des bombes. Ramasser une bombe montre que la mèche brûle. Pour se débarrasser des bombes, le joueur doit les jeter d'une pièce à l'autre jusqu'à ce qu'elles puissent être jetées dehors. Les droïdes de sécurité reprogrammés par les terroristes servent d'obstacles qui peuvent détruire les deactivators. Si une bombe explose dans une pièce, tout ce qui s'y trouve est détruit. Le joueur peut obtenir de nouveaux deactivators après avoir terminé un bâtiment. 
Quatre commandes différentes peuvent être utilisées dans le jeu : sélectionner les droïdes deactivators à contrôler, déplacer les droïdes, faire lancer les droïdes, et scanner toutes les pièces du bâtiment. Chaque pièce a une gravité et des perspectives différentes, certaines pièces étant à l'envers ou sur le côté,. Par exemple certaines pièces ont le plafond comme plancher. Il y a aussi des circuits imprimés qui doivent être insérés dans un ordinateur pour activer des fonctions telles que l'ouverture d'une porte ou d'une fenêtre, la désactivation de champs de force ou l’activation de téléporteurs,. Le jeu comporte également un éditeur de niveau, permettant au joueur de créer ses propres salles.
Sur Amstrad, l'utilisation du joystick est obligatoire.

## Développement
Deactivators a été conçu par David Bishop et Chris Palmer. Bishop a été le cofondateur de Tigress Marketing, les développeurs du jeu, avec Palmer ayant rejoint Tigress après avoir quitté Argus Specialist Publications. La conception du jeu est née d'une séance de brainstorming entre Bishop et Palmer pour trouver des idées de jeu. La conception a été faite à la main et sur papier afin de déterminer les tâches à accomplir dans chaque bâtiment, ainsi que le calendrier et les itinéraires requis pour les réaliser. Le processus de conception a duré un mois, dont quatre ou cinq mois pour le développement. La programmation du jeu a été réalisée par System Software et a été publiée par Ariolasoft sous son label Reaktor, créé pour se concentrer sur les jeux d'arcade et d’action pour Ariolasoft,. Il est sorti le 6 octobre 1986 sur Amstrad CPC 464, Commodore 64 et ZX Spectrum,.

## Accueil
Deactivators a généralement reçu des critiques positives de la part des critiques de jeux vidéo. La version ZX Spectrum a été classée 28e dans le classement officiel des 100 meilleurs jeux de tous les temps ("Official Top 100 Games of All Time") de Your Sinclair. Un critique de Computer and Video Games a estimé que le jeu était destiné à devenir un jeu culte.  Andrew Wilton d'Amstrad Action a fait l'éloge de son gameplay, le décrivant comme "excellent", notant que les changements de perspective de la salle sont la caractéristique la plus intéressante du jeu. Les critiques ont également loué le jeu pour son originalité,,. Taylor Graham de Sinclair User l'a comparé favorablement à Spy vs. Spy.  
Les graphismes ont généralement suscité des réactions positives pour chaque console. Crash et Your Sinclair ont parlé positivement des graphiques du Spectrum. Le critique de Crash a fait l'éloge des détails et des animations des droïdes, ainsi que de la conception des salles, tandis que Gwyn de Your Sinclair a qualifié les graphiques de « clairs ». Andrew Wilton l'a considéré comme la partie la plus décevante du jeu parce qu'elle n'a pas exploité la plupart des palettes de couleurs d'Amstrad. Les graphismes du Commodore 64 ont également été bien reçus par Zzap! 64, qui a noté l'aspect monochromatique « inhabituel, mais efficace »". Le critique de Computer and Video Games a fait l'éloge de la version Commodore 64 pour son son surpassant les versions Amstrad et Spectrum.  
Bien qu'il ait été bien accueilli par les critiques, le jeu n'a pas eu de succès commercial. Dans une interview accordée à Retro Gamer à propos du jeu, Chris Palmer a estimé qu'il existait un décalage entre le marketing du jeu et ce dont il s'agissait réellement. Peu après la sortie de Deactivators, le développeur Tigress Marketing a fermé ses portes après qu'Ariolasoft, l'éditeur majoritaire de Tigress, ait quitté la publication de logiciels. David Bishop a continué à concevoir des jeux, travaillant plus tard pour Virgin Interactive, Mindscape et PopCap Games. Palmer a quitté l'industrie des jeux vidéo pour travailler dans les technologies de l'information.